# Jüdischer Friedhof Nieder-Saulheim

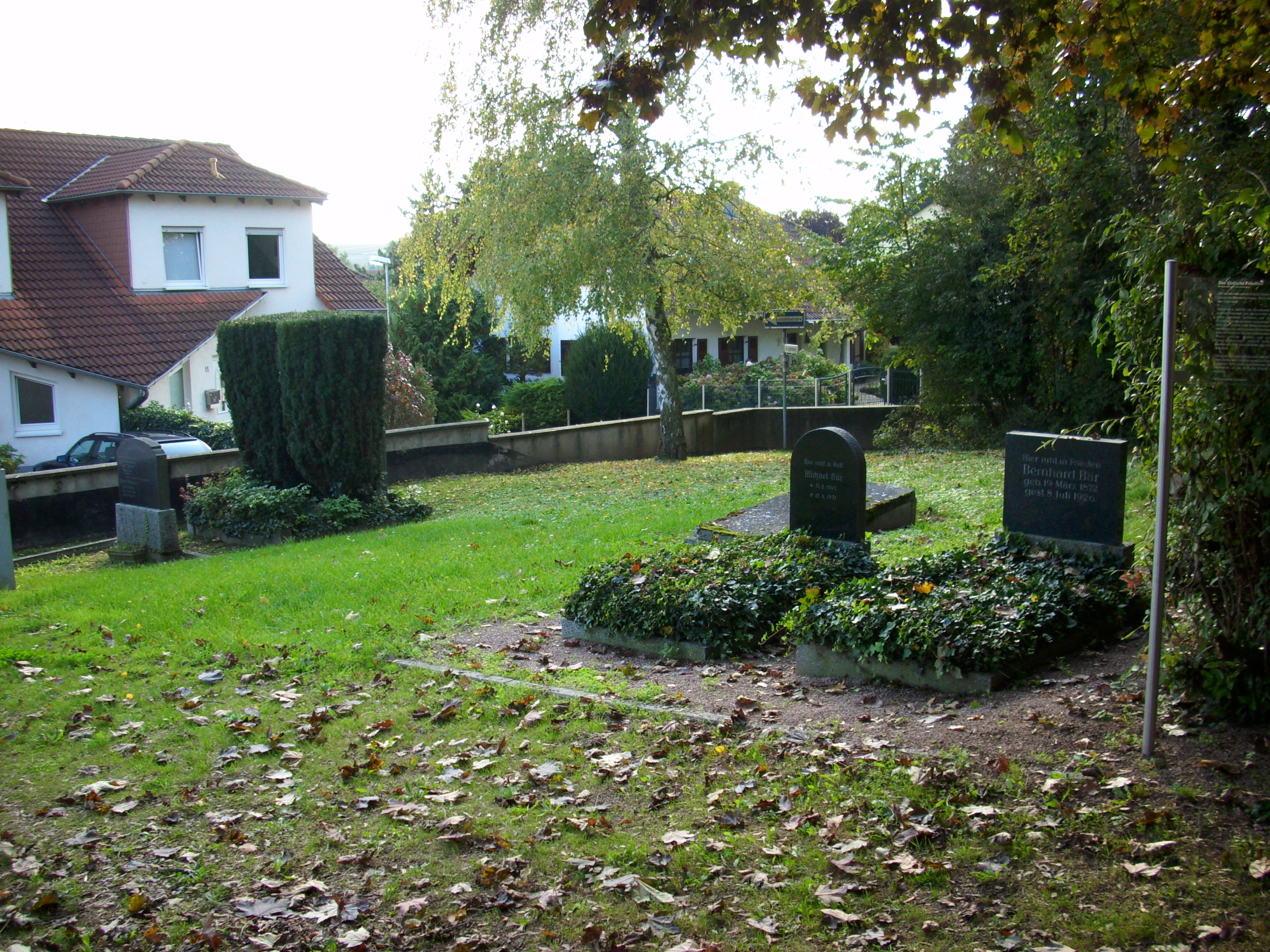
Jüdischer Friedhof in Nieder-Saulheim

Der Jüdische Friedhof in Nieder-Saulheim, einem Ortsteil der Ortsgemeinde Saulheim im Landkreis Alzey-Worms in Rheinland-Pfalz, wurde 1926 angelegt. Der 2,5 Ar große jüdische Friedhof befindet sich Am Kapellenberg neben dem kommunalen Friedhof.
Heute sind noch fünf Grabsteine aus Granit vorhanden.